# Приапулиди
Приапулиди (Priapulida, на гръцки πριάπος, priāpos „пенис“ от Приап, древногръцки бог на плодородието и ida – суфикс) са червеообразни морски безгръбначни животни с цилиндрично, несегментирано тяло. Описани са 16 вида систематизирани в 7 рода.

## Морфология
Тялото е покрито с кутикула. В предната си част имат хобот, в който на редове са разположени брадавиции игли. С помощта на мускули хоботът се прибира в тялото. Под кутикулата се намира епидермис, а под него надлъжна мускулатура.
Храносмилателната система се състои от уста, глътка, тънкостенно черво и анус. Приапулидите дишат с цялото тяло. В задната си част имат по 1 – 2 хрилни придатъка изпълняващи функцията на хриле. Кръвоносна система липсва. Отделителната система е от протонефридиен тип. Имат два протонефридия свързани с половите проводници. Нервната система е изградена от окологлътъчен нервен кръг и коремен нервен ствол. Приапулидите са разделнополови животни с една двойка полови жлези. В развитието си преминават през ларвен стадий.

## Произход и систематика
По липсата на кръвоносна система и наличието на протонефридии приапулидите приличат на нисши червеи, а по устройството на телесната кухина и развитието през ларвен стадий на сегментираните червеи. Ето защо може да се смята, че те са връзката между нисшите и по висшите сегментирани червеи.

## Класове
- Priapulimorpha
- Halicryptomorpha
- Seticoronaria

## Екология
Приапулидите са морски обитатели живеещи в Атлантическия и Тихия океан. Те са хищни животни намиращи се в морската тиня, които се хранят предимно с многочетинести червеи.